# نفتالي
نفتالي بن يعقوب (بالعبرية נפתלי): هو أحد أبناء النبي يعقوب (إسرائيل) الاثنا عشر، واسم أمه هو: بيلها. وأخوه الشقيق اسمه: دان.
حيث كان ليعقوب (ولقبه إسرائيل) اثنا عشر ولداً ذكراً (من بينهم يوسف) وابنةً واحدة هي دينا. وهؤلاء الأبناء الاثنا عشر يدعون بني إسرائيل.

## إخوته
إخوته هم أولاد النبي يعقوب (إسرائيل) ويـُدعـَون بني إسرائيل وهم:
- النبي يوسف وبنيامين وأمهما: راحيل بنت لابان وهي ابنة خال يعقوب.
- روبين وهو أكبر أبنائه ويهودا ولاوي وشمعون وزبولون وياساكر وبنتاً واحدة اسمها دينا وأمهم: ليا بنت لابان وهي أخت راحيل وابنة خال يعقوب.
- دان ونفتالي وأمهما: بيلها.
- جاد وعشير وأمهما: زيلفا.